# Seda (Letònia)
Seda és un poble del municipi de Strenči, al nord de Letònia i localitzat a la regió històrica de Vidzeme. La distància a la capital Riga és de 122 quilòmetres.

## Història
Fundada el 1952 com una solució per a l'extracció i el processament de la torba, a 3 km de l'estació de tren Strenči -en la línia de Riga - Lugazi-. Per l'emplaçament de l'obra van assistir constructors de tota la Unió Soviètica. El gran edifici conserva la majestuosa arquitectura en l'estil d'imperi de Stalin. L'assentament es va convertir ràpidament en un poble de tipus urbà de la República Socialista Soviètica de Letònia, el 1991 aconsegueix l'estatus de ciutat. L'extracció de torba es continua fent fins als nostres dies. Abans de l'1 de juliol de 2009, la ciutat formava part del raion de Valkas.